# Bruno Millienne
Bruno Millienne, né le 28 novembre 1959 à Argenteuil (Val-d'Oise), est un journaliste et homme politique français.
Membre du Mouvement démocrate (MoDem) depuis sa fondation en 2007, il est député de la 9e circonscription des Yvelines de 2017 à 2024.
Il est également conseiller municipal de Jumeauville de 2014 à 2017, conseiller régional d'Ile-de-France depuis 2015 et président de l'Agence régionale de la biodiversité en Île-de-France de 2018 à 2021.

## Biographie

### Famille, jeunesse et carrière professionnelle
Marié, père de trois enfants et grand-père par trois fois, Bruno Millienne est né le 28 novembre 1959 à Argenteuil. Après une enfance passée à l’étranger – Laos, Côte d’Ivoire, Maroc où il obtient le baccalauréat – il multiplie les piges jusqu'à devenir journaliste sportif. Spécialisé dans le tennis et le golf, passé notamment par France Télévision et Eurosport, Bruno Millienne est directeur de la continuité de l’antenne à M6.

### Parcours politique

#### Premiers mandats locaux
Il s'engage en politique en 2007, au sein du MoDem nouvellement créé. Conseiller municipal de Jumeauville de 2014 à 2017, il est aussi président de la section du MoDem dans les Yvelines. Il est élu conseiller régional MoDem d'Ile-de-France en 2015 sur la liste de rassemblement LR-UDI-MoDem. Il siège alors à la commission ruralité et agriculture et est nommé président de Natureparif, devenue Agence régionale de la biodiversité en Île-de-France.
En pointe sur les questions liées à l'environnement, il s'oppose ouvertement au projet EuropaCity qu'il juge « environnementalement dangereux ». Dans le cadre de la réforme annoncée du Grand Paris, il milite activement en faveur d'une métropole régionale calquée sur le périmètre de toute l’île-de-France afin que ne soient pas « oubliés les territoires ruraux ». Il s'oppose en ce sens à une fusion des départements des Yvelines et des Hauts-de-Seine. Il préside l'Agence Régionale de la Biodiversité en Île-de-France.
En vue de l'élection présidentielle de 2017, il apporte, à l'instar de François Bayrou, son soutien à Alain Juppé pour la primaire de la droite et du centre. À la suite de l'échec de ce dernier au second tour de cette même élection face à François Fillon, Bruno Millienne s'engage aux côtés d'Emmanuel Macron.

#### Député de laXVelégislature
Il est élu le 18 juin 2017 député dans la neuvième circonscription des Yvelines en battant le député sortant Jean-Marie Tétart (LR), avec 54,5 % des voix au second tour. Il décide alors de suspendre son contrat de travail à M6 et de démissionner de son mandat municipal, bien qu'il n'y soit pas contraint par les lois sur le cumul des mandats.
À l'Assemblée nationale, Bruno Millienne est vice-président du groupe MoDem et apparentés. Il siège à la commission du Développement durable et de l'Aménagement du territoire, au sein de laquelle il est le coordinateur du groupe MoDem.
Il est spécialiste des questions agricoles, d'alimentation, d'énergie, de mobilités durables et d'environnement, thématique sur laquelle il se mobilise activement pour résoudre des problématiques de pollutions locales comme le cas de l'accumulation de déchets à la suite des crues de la Seine au barrage de Méricourt,,,, celui de la Plaine de déchets de Triel-sur-Seine,,. Il est chargé par le président de l'Assemblée nationale, François de Rugy, d'engager l'Assemblée nationale vers une démarche en Responsabilité sociétale des entreprises. Il est rapporteur du groupe de travail développement durable dans la gestion et le fonctionnement de l'Assemblée nationale,,. Il intègre le groupe de travail de lutte contre les dépôts de déchets sauvages lancé par la Secrétaire d’État Brune Poirson. A l'occasion du vote de la loi de finances pour l'année 2019, il fait adopter, contre l'avis du gouvernement, un amendement mettant fin à un avantage fiscal pour l'importation d'huile de palme. Il cosigne en juillet 2018, avec plusieurs de ses collègues députés dont Barbara Pompili, Mathieu Orphelin et Sarah Elhairy, une tribune pour Ouest France intitulée « Oui l'écologie avance ! », défendant ainsi les mesures environnementales prises par la nouvelle majorité.
Il est rapporteur du volet gouvernance de la loi d'orientation des mobilités.
En juin 2018, après un an de mandat, il est, selon un classement du Parisien, le député le plus actif des Yvelines.

#### Député de la XVIelégislature
Porte-parole de la majorité présidentielle pendant la seconde campagne d’Emmanuel Macron, il a ensuite été réélu député en juin 2022 avec 57,85 % des voix au second tour contre un candidat du Rassemblement national.

#### Échec à se faire réélire au palais Bourbon
Bruno Millienne arrive en 3e position lors des législatives de 2024 avec 21,35 %, tout de même admis au second tour pour cause de triangulaire ; il se retire au profit de la candidate PS-NFP Dieynaba Diop, qui sera élue avec 53,97 % des voix contre le candidat du RN, Laurent Morin.
Il rejoint par la suite l’équipe de communication du Premier ministre François Bayrou.

## Prise de position
Lors du débat sur la réforme des retraites de 2023, Bruno Millienne avait traité les députés de la NUPES de « jean-foutre », faisant référence aux 18 000 amendements que la gauche avait déposée .